# Fiugajki (Dąbrówno)
Fiugajki (deutsch Fiugaiken) ist ein Ort in der polnischen Woiwodschaft Ermland-Masuren. Er gehört zur Gmina Dąbrówno (Landgemeinde Gilgenburg) im Powiat Ostródzki (Kreis Osterode in Ostpreußen).

## Geographische Lage
Fiugajki liegt im Südwesten der Woiwodschaft Ermland-Masuren, 24 Kilometer südlich der Kreisstadt Ostróda (deutsch Osterode in Ostpreußen).

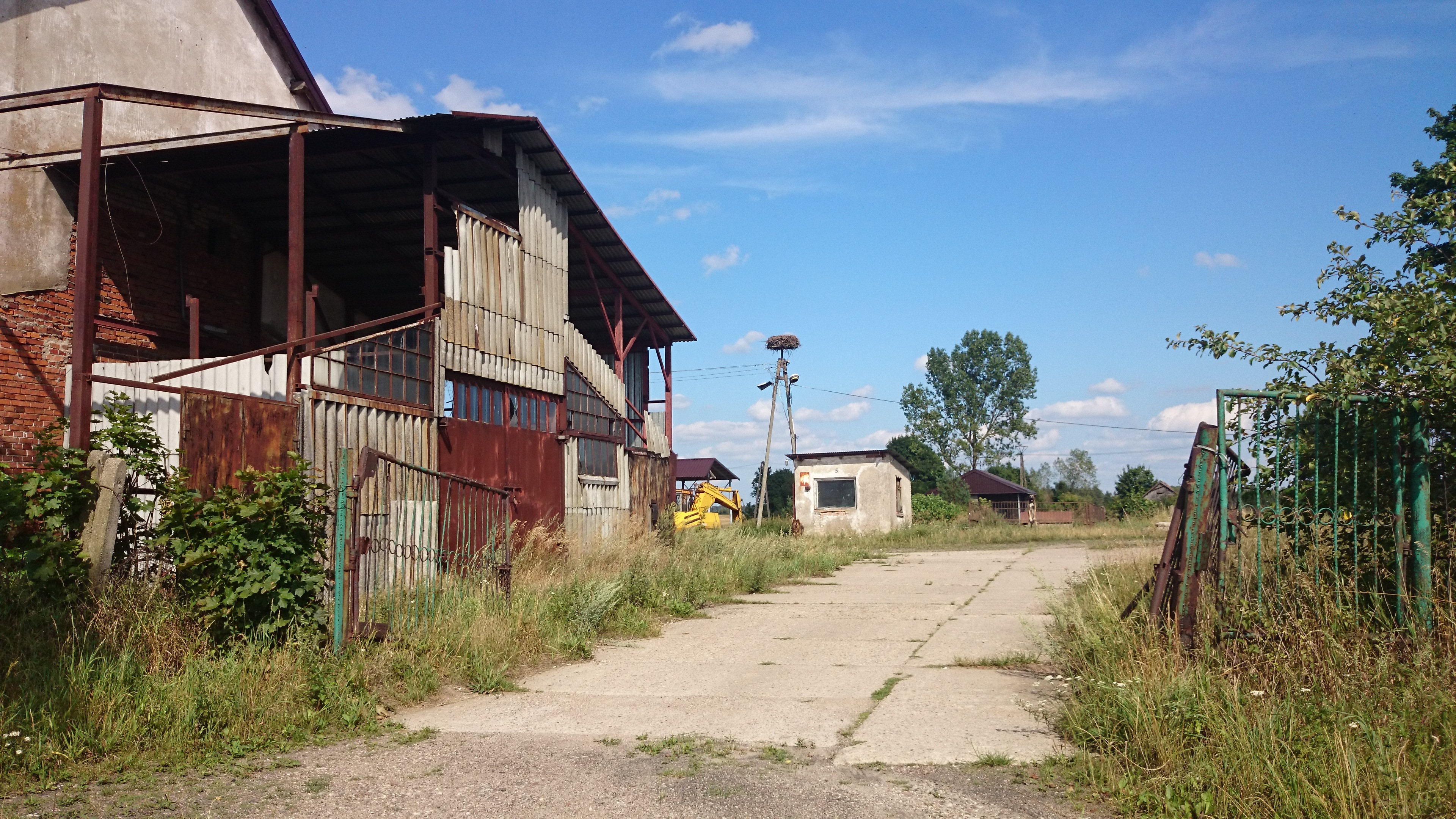
Dorfstraße mit Storchennest in Fiugajki

## Geschichte
Der Ort Fiugaiken – nach 1785 Fygaiken, nach 1820 Fiugayken und nach 1871 Fiugeiken genannt – war ein kleiner Gutsort. 1874 wurde der Gutsbezirk Fiugaiken offiziell in den neu errichteten Amtsbezirk Seemen (polnisch Samin) im Kreis Osterode in Ostpreußen aufgenommen. Im Jahre 1910 zählte der Ort 79 Einwohner.
Am 30. September 1928 gab der Gutsbezirk Fiugaiken seine Eigenständigkeit auf und wurde in die Landgemeinde Taulensee (polnisch Tułodziad) im Amtsbezirk Marwalde (Marwałd) umgegliedert.
In Kriegsfolge wurde Fiugaiken 1945 mit dem gesamten südlichen Ostpreußen an Polen überstellt. Fiugaiken erhielt die polnische Namensform „Fiugajki“ und ist heute eine Ortschaft innerhalb der Gmina Dąbrówno (Landgemeinde Gilgenburg) im Powiat Ostródzki (Kreis Osterode in Ostpreußen), bis 1998 der Woiwodschaft Olsztyn, seither der Woiwodschaft Ermland-Masuren zugehörig.

## Kirche
Bis 1945 war Fiugaiken in die evangelische Kirche Marwalde (polnisch Marwałd) in der Kirchenprovinz Ostpreußen der Kirche der Altpreußischen Union, außerdem in die römisch-katholische Kirche Gilgenburg (polnisch Dąbrówno) eingepfarrt.
Heute gehört Fiugajki katholischerseits zur Pfarrei Marwałd im Erzbistum Ermland, evangelischerseits zur Kirche Gardyny ((Groß) Gardienen), einer Filialkirche der Heilig-Kreuz-Kirche Nidzica (Neidenburg) in der Diözese Masuren der Evangelisch-Augsburgischen Kirche in Polen.

## Verkehr
Fuigajki liegt an einer Nebenstraße, die die beiden Woiwodschaftsstraßen 542 und 537 miteinander verbindet. Einen Bahnanschluss gibt es nicht.